# Copa do Nordeste 2020
Die Copa do Nordeste 2020 war die 17. Austragung der Copa do Nordeste, eines regionalen Fußballpokalwettbewerbs in Brasilien, der vom nationalen Fußballverband CBF in Zusammenarbeit mit den Verbänden der teilnehmenden Bundesstaaten organisiert wurde. Es startete am 21. Januar und wurde aufgrund der COVID-19-Pandemie am 17. März unterbrochen. Am 7. Juli gab der CBF bekannt, dass die Copa do Nordeste am 21. Juli unter Ausschluss von Publikum wieder aufgenommen wird. Die letzte Runde der Gruppenphase, das Viertelfinale, das Halbfinale und das Finale wurden in Salvador, Feira de Santana, Riachão do Jacuípe und Mata de São João gespielt. Alle ausgewählten Veranstaltungsorte befinden sich im Bundesstaat Bahia. Der Wettbewerb endete mit dem Finalrückspiel am 4. August 2020.
Der Turniersieger sicherte sich ursprünglich einen Achtelfinalplatz im Copa do Brasil 2021. Aufgrund Änderungen im Spielplan des Copa qualifizierte sich der Turniersieger nur noch direkt für die dritte Runde.

## Modus
Der Austragungsmodus wurde im Vorjahresvergleich geändert. Die Qualifikationsrunde mit acht Klubs wurde beibehalten. Diese spielten in ausgelosten Begegnungen mit Hin- und Rückspiel die vier Klubs aus, welche in die Gruppenphase einziehen sollten. In der Gruppenphasen trafen die 16 Teilnehmer, anstatt in vier Gruppen zu je vier Klubs, in zwei Gruppen je acht Klubs aufeinander. In der Gruppe traten die Mannschaften einmal gegen jeden Klub aus der anderen Gruppe an. Die vier zogen in die zweite Runde ein. Diese wurde im Pokalmodus ab einem Viertelfinale ausgespielt. Viertel- und Halbfinale wurden in nur einem Spiel entschieden, das Finale mit Hin- und Rückspiel. Im Viertelfinale trafen erstmals die Klubs aus der jeweiligen Gruppe aufeinander. Der jeweilige Gruppenerste auf den Vierten und der Gruppenzweite auf den Dritten.
Die Aufteilung der Klubs für die Qualifizierungsrunde und Gruppenphase wurde wie folgt festgelegt:
- Gruppenphase: 12 Klubs
  - die neun Staatsmeister der einzelnen Bundesstaaten
  - die Bundesstaaten Bahia, Ceará und Pernambuco erhielten einen zweiten Startplatz in der Gruppenphase. Als Teilnehmer qualifizierte sich der beste aus der CBF-Rangliste aus 2019.[6] War dieses der Staatsmeister, so ging der Platz an den zweitbesten Klub in der Rangliste.
- Qualifikationsphase: 8 Klubs
  - jeweils ein Klub Bahia und Pernambuco, welche sich als zweitbester des Bundesstaates gemäß der CBF-Rangliste ergaben.
  - sechs Klubs aus Alagoas, Maranhão, Paraíba, Piauí, Rio Grande do Norte und Sergipe, welche in ihrem Bundesstaat die beste Platzierung im CBF Ranking 2019 hatten. Sollte dieses der aktuelle Staatsmeister sein, ging der Startplatz an den nächsten Klub in der Rangliste.

## Teilnehmer
Das Teilnehmerfeld bestand aus 20 Klubs. Diese kamen aus den Bundesstaaten Alagoas, Bahia, Ceará, Maranhão, Paraíba, Pernambuco, Piauí, Rio Grande do Norte und Sergipe.
Die Teilnehmer waren:
| Bundesstaat         | Klub                              | Qualifizierung     | Einstieg             |
| ------------------- | --------------------------------- | ------------------ | -------------------- |
| Alagoas             | CS Alagoano                       | Staatsmeister 2019 | Gruppenphase         |
| Alagoas             | Clube de Regatas Brasil           | CBF-Rangliste      | Qualifizierungsrunde |
| Bahia               | EC Bahia                          | Staatsmeister 2019 | Gruppenphase         |
| Bahia               | SD Juazeirense                    | CBF-Rangliste      | Qualifizierungsrunde |
| Bahia               | EC Vitória                        | CBF-Rangliste      | Gruppenphase         |
| Ceará               | Ceará SC                          | CBF-Rangliste      | Gruppenphase         |
| Ceará               | Fortaleza EC                      | Staatsmeister 2019 | Gruppenphase         |
| Maranhão            | Sociedade Imperatriz de Desportos | Staatsmeister 2019 | Gruppenphase         |
| Maranhão            | Sampaio Corrêa FC                 | CBF-Rangliste      | Qualifizierungsrunde |
| Paraíba             | Botafogo FC (PB)                  | Staatsmeister 2019 | Gruppenphase         |
| Paraíba             | Campinense Clube                  | CBF-Rangliste      | Qualifizierungsrunde |
| Pernambuco          | Náutico Capibaribe                | Staatsmeister 2019 | Qualifizierungsrunde |
| Pernambuco          | Santa Cruz FC                     | CBF-Rangliste      | Gruppenphase         |
| Pernambuco          | Sport Recife                      | Staatsmeister 2019 | Gruppenphase         |
| Piauí               | AA Altos                          | CBF-Rangliste      | Qualifizierungsrunde |
| Piauí               | Ríver AC                          | Staatsmeister 2019 | Gruppenphase         |
| Rio Grande do Norte | ABC Natal                         | CBF-Rangliste      | Qualifizierungsrunde |
| Rio Grande do Norte | América FC (RN)                   | Staatsmeister 2019 | Gruppenphase         |
| Sergipe             | AD Confiança                      | CBF-Rangliste      | Qualifizierungsrunde |
| Sergipe             | AD Frei Paulistano                | Staatsmeister 2019 | Gruppenphase         |

## Qualifizierungsrunde
Für die Zuordnung der Teilnehmer zu den Gruppen wurden zwei Lostöpfe gebildet. Die Teilnehmer wurden in der Reihenfolge ihres Rankings beim CBF zugeordnet. Die Auslosung der Paarungen fand am 24. April 2019 statt. Die Spiele begannen am 1. Mai und endeten am 15. Mai 2019.
| Topf A                       | Topf B                |
| ---------------------------- | --------------------- |
| Clube de Regatas Brasil (32) | AD Confiança (53)     |
| Náutico Capibaribe (36)      | SD Juazeirense (67)   |
| Sampaio Corrêa FC (38)       | Campinense Clube (69) |
| ABC Natal (43)               | AA Altos (76)         |

| Datum         |                  | Gesamt |                         | Hinspiel  | Rückspiel |
| ------------- | ---------------- | ------ | ----------------------- | --------- | --------- |
| 01.05./07.05. | AD Confiança     | 2:0    | Sampaio Corrêa FC       | 0:0       | 2:0 (2:0) |
| 01.05./15.05. | Campinense Clube | 2:3    | Náutico Capibaribe      | 2:1 (0:1) | 0:2 (0:0) |
| 02.05./08.05. | AA Altos         | 1:2    | ABC Natal               | 1:0 (1:0) | 0:2 (0:2) |
| 07.05./14.05. | SD Juazeirense   | 1:2    | Clube de Regatas Brasil | 0:0       | 1:2 (0:1) |

## Gruppenphase
Für die Zuordnung der Teilnehmer zu den Gruppen wurden vier Lostöpfe gebildet. Die Teilnehmer wurden in der Reihenfolge ihres Rankings beim CBF zugeordnet. Die Partien wurden vom 21. Januar bis 22. Juli 2020 ausgetragen.
| Topf A            | Topf B                       | Topf C                | Topf D                                  |
| ----------------- | ---------------------------- | --------------------- | --------------------------------------- |
| EC Bahia (15)     | Santa Cruz FC (28)           | ABC Natal (43)        | AD Confiança (53)                       |
| Sport Recife (16) | Clube de Regatas Brasil (32) | CS Alagoano (45)      | Ríver AC (72)                           |
| EC Vitória (17)   | Fortaleza EC (33)            | Botafogo FC (PB) (46) | Sociedade Imperatriz de Desportos (111) |
| Ceará SC (23)     | Náutico Capibaribe (36)      | América FC (RN) (54)  | AD Frei Paulistano (–)                  |

### Gruppe A
| Pl. | Verein                  | Sp. | S | U | N | Tore    | Diff. | Punkte |
| --- | ----------------------- | --- | - | - | - | ------- | ----- | ------ |
| 1.  | Fortaleza EC            | 8   | 5 | 2 | 1 | 013:500 | +8    | 17     |
| 2.  | EC Bahia                | 8   | 5 | 2 | 1 | 013:500 | +8    | 17     |
| 3.  | Botafogo FC (PB)        | 8   | 3 | 4 | 1 | 009:900 | ±0    | 13     |
| 4.  | Sport Recife            | 8   | 2 | 4 | 2 | 008:900 | −1    | 10     |
| 5.  | ABC Natal               | 9   | 3 | 3 | 3 | 008:100 | −2    | 12     |
| 6.  | Clube de Regatas Brasil | 8   | 2 | 2 | 4 | 009:110 | −2    | 08     |
| 7.  | AD Frei Paulistano      | 7   | 1 | 2 | 4 | 006:150 | −9    | 05     |
| 8.  | Ríver AC                | 8   | 1 | 1 | 6 | 006:700 | −1    | 04     |

### Gruppe B
| Pl. | Verein                            | Sp. | S | U | N | Tore    | Diff. | Punkte |
| --- | --------------------------------- | --- | - | - | - | ------- | ----- | ------ |
| 1.  | AD Confiança                      | 8   | 4 | 2 | 2 | 011:600 | +5    | 14     |
| 2.  | Ceará SC                          | 8   | 3 | 5 | 0 | 015:900 | +6    | 14     |
| 3.  | EC Vitória                        | 8   | 3 | 5 | 0 | 011:500 | +6    | 14     |
| 4.  | Santa Cruz FC                     | 8   | 4 | 1 | 3 | 008:600 | +2    | 13     |
| 5.  | Náutico Capibaribe                | 8   | 3 | 2 | 3 | 011:130 | −2    | 11     |
| 6.  | CS Alagoano                       | 8   | 2 | 1 | 5 | 008:900 | −1    | 07     |
| 7.  | Sociedade Imperatriz de Desportos | 7   | 2 | 1 | 4 | 010:130 | −3    | 07     |
| 8.  | América FC (RN)                   | 8   | 1 | 3 | 4 | 007:120 | −5    | 06     |

### Gruppenspiele
| 21. Januar      |           |                 |                         |
| Imperatriz      | 2:1 (1:1) | CRB             | Frei Epifânio (1.232)   |
| 23. Januar      |           |                 |                         |
| Náutico         | 1:1 (1:1) | Ríver           | Aflitos (6.248)         |
| 25. Januar      |           |                 |                         |
| Vitória         | 0:0       | Fortaleza       | Barradão (5.207)        |
| Santa Cruz      | 0:0       | Bahia           | Arrudão (16.106)        |
| CSA             | 0:1 (0:0) | Sport           | Trapichão (8.039)       |
| América FC (RN) | 0:0       | Botafogo        | Arena das Dunas (4.094) |
| Confiança       | 1:0 (0:0) | ABC             | Batistão (3.430)        |
| 26. Januar      |           |                 |                         |
| Ceará           | 2:2 (2:0) | Frei Paulistano | Presidente Vargas (CE)  |

| 28. Januar      |           |                 |                          |
| Bahia           | 2:0 (1:0) | Imperatriz      | Pituaçu                  |
| 29. Januar      |           |                 |                          |
| CRB             | 1:0 (0:0) | Santa Cruz      | Trapichão (3.100)        |
| 1. Februar      |           |                 |                          |
| Sport           | 1:1 (0:1) | Vitória         | Arena Pernambuco (5.625) |
| Ríver           | 3:1 (0:1) | CSA             | Albertão (1.510)         |
| Fortaleza       | 1:1 (0:1) | Ceará           | Castelão (CE) (29.644)   |
| Botafogo        | 1:1 (0:0) | Confiança       | Almeidão (3.366)         |
| Frei Paulistano | 0:2 (0:0) | Náutico         | Mendonção (543)          |
| 2. Februar      |           |                 |                          |
| ABC             | 2:1 (1:0) | América FC (RN) | Arena das Dunas (11.555) |

| 6. Februar      |           |                 |                         |
| Sport           | 2:2 (1:0) | Imperatriz      | Ilha do Retiro (4.054)  |
| 8. Februar      |           |                 |                         |
| ABC             | 0:0       | Ceará           | Arena das Dunas (5.829) |
| Fortaleza       | 3:0 (2:0) | Santa Cruz      | Castelão (CE) (17.627)  |
| Botafogo        | 2:1 (1:0) | Náutico         | Almeidão (5.449)        |
| Bahia           | 0:2 (0:2) | Vitória         | Fonte Nova (26.726)     |
| Frei Paulistano | 2:4 (1:1) | Confiança       | Batistão (1.908)        |
| 9. Februar      |           |                 |                         |
| CRB             | 1:1 (0:0) | CSA             | Trapichão (9.671)       |
| Ríver           | 2:3 (1:2) | América FC (RN) | Albertão (3.166)        |

| 13. Februar     |           |                 |                         |
| Santa Cruz      | 1:0 (0:0) | ABC             | Arrudão (4.784)         |
| 15. Februar     |           |                 |                         |
| Ceará           | 2:2 (1:1) | Bahia           | Castelão (CE) (14.720)  |
| 15. Februar     |           |                 |                         |
| Náutico         | 2:0 (1:0) | Sport           | Aflitos (5.363)         |
| América FC (RN) | 1:1 (0:0) | CRB             | Arena das Dunas (3.822) |
| Confiança       | 2:0 (1:0) | Ríver           | Batistão (3.744)        |
| 16. Februar     |           |                 |                         |
| Vitória         | 0:0       | Frei Paulistano | Barradão (4.252)        |
| CSA             | 0:1 (0:0) | Botafogo        | Trapichão (3.965)       |
| 17. Februar     |           |                 |                         |
| Imperatriz      | 1:2 (0:0) | Fortaleza       | Frei Epifânio (4.052)   |

| 19. Februar     |           |                 |                         |
| CSA             | 0:2 (0:1) | Bahia           | Trapichão (3.704)       |
| 22. Februar     |           |                 |                         |
| Confiança       | 2:0 (0:0) | Fortaleza       | Batistão (4.171)        |
| Imperatriz      | 1:0 (1:0) | Ríver           | Frei Epifânio (1.982)   |
| América FC (RN) | 1:1 (0:0) | Sport           | Arena das Dunas (2.946) |
| 26. Februar     |           |                 |                         |
| Ceará           | 2:2 (0:0) | Botafogo        | Castelão (CE) (10.054)  |
| Santa Cruz      | 3:1 (1:1) | Frei Paulistano | Arrudão (3.455)         |
| 27. Februar     |           |                 |                         |
| Vitória         | 2:1 (1:0) | CRB             | Barradão (4.623)        |
| Náutico         | 1:1 (1:1) | ABC             | Aflitos (4.276)         |

| 3. März         |           |                 |                         |
| Ríver           | 0:4 (0:2) | Ceará           | Albertão (1.207)        |
| 4. März         |           |                 |                         |
| CRB             | 2:3 (1:1) | Náutico         | Trapichão (4.994)       |
| 7. März         |           |                 |                         |
| Bahia           | 1:0 (0:0) | Confiança       | Fonte Nova (29.304)     |
| Botafogo        | 2:1 (2:1) | Imperatriz      | Almeidão (2.967)        |
| Fortaleza       | 1:0 (1:0) | CSA             | Castelão (CE) (17.295)  |
| Sport           | 1:0 (0:0) | Santa Cruz      | Ilha do Retiro (14.011) |
| 8. März         |           |                 |                         |
| ABC             | 1:1 (1:1) | Vitória         | Arena das Dunas (3.891) |
| Frei Paulistano | 1:0 (1:0) | América FC (RN) | Titão (640)             |

| 12. März        |           |                 |                   |
| Santa Cruz      | 3:0 (1:0) | Botafogo        | Arrudão (5.230)   |
| 14. März        |           |                 |                   |
| América FC (RN) | 0:2 (0:1) | Bahia           | Arena das Dunas   |
| Náutico         | 0:3 (0:1) | Fortaleza       | Aflitos (4.415)   |
| Confiança       | 0:1 (0:1) | CRB             | Batistão (3.938)  |
| Imperatriz      | 3:4 (1:2) | ABC             | Frei Epifânio     |
| 15. März        |           |                 |                   |
| Vitória         | 4:1 (1:0) | Ríver           | Barradão (2.963)  |
| Ceará           | 2:1 (0:1) | Sport           | Castelão (CE)     |
| CSA             | 4:0 (2:0) | Frei Paulistano | Trapichão (2.014) |

| 8. Spieltag | 8. Spieltag | 8. Spieltag     | 8. Spieltag                       | 8. Spieltag | 8. Spieltag |
| --- | ----------- | --------------- | --------------------------------- | ----------- | ----------- |
| 21. Juli |             |                 |                                   |             |             |
| Vitória | 3:1 (0:1)   | América FC (RN) | Barradão (ausgeschlossen)         |             |             |
| 22. Juli |             |                 |                                   |             |             |
| Sport | 1:1 (0:0)   | Confiança       | Arena Cajueiro (ausgeschlossen)   |             |             |
| ABC | 0:2 (0:2)   | CSA             | Valfredão (ausgeschlossen)        |             |             |
| CRB | 1:2 (0:1)   | Ceará           | Barradão (ausgeschlossen)         |             |             |
| Bahia | 4:1 (2:0)   | Náutico         | Pituaçu (ausgeschlossen)          |             |             |
| Botafogo | 1:1 (0:1)   | Vitória         | Joia da Princesa (ausgeschlossen) |             |             |
| Ríver | 0:1 (0:1)   | Santa Cruz      | Valfredão (ausgeschlossen)        |             |             |
| Frei Paulistano |             | Imperatriz      | *                                 |             |             |
| * Die Partie zwischen Frei Paulistano und Imperatriz wurde aufgrund eines COVID Ausbruches zunächst verschoben. Da beide Klubs keine Chance mehr auf die nächste Runde hatten, beantragte Imperatriz die vollständige Aussetzung der Partie. Diesem wurde stattgegeben. |             |                 |                                   |             |             |

## Finalrunde

### Turnierplan
| Viertelfinale | Viertelfinale | Viertelfinale |     |           | Halbfinale | Halbfinale | Halbfinale |  |  | Finale | Finale | Finale |
|               |               |               |     |           |            |            |            |  |  |        |        |        |
| A1            | Fortaleza     | 0 (4)         |     |           |            |            |            |  |  |        |        |        |
| A4            | Sport         | 0 (1)         |     |           |            |            |            |  |  |        |        |        |
| A4            | Sport         | 0 (1)         |     | Fortaleza | 0          |            |            |  |  |        |        |        |
|               |               |               |     | Fortaleza | 0          |            |            |  |  |        |        |        |
|               |               | Ceará         | 1   |           |            |            |            |  |  |        |        |        |
| B2            | Ceará         | Ceará         | 1   | 1         |            |            |            |  |  |        |        |        |
| B2            | Ceará         |               |     |           |            |            |            |  |  |        |        |        |
| B3            | Vitória       | 1             |     |           |            |            |            |  |  |        |        |        |
| B3            | Vitória       | 1             |     | Ceará     | 3 1        |            |            |  |  |        |        |        |
|               |               |               |     | Ceará     | 3 1        |            |            |  |  |        |        |        |
|               |               | Bahia         | 1 0 |           |            |            |            |  |  |        |        |        |
| A2            | Bahia         | Bahia         | 1 0 | 3         |            |            |            |  |  |        |        |        |
| A2            | Bahia         |               |     |           |            |            |            |  |  |        |        |        |
| A3            | Botafogo      | 1             |     |           |            |            |            |  |  |        |        |        |
| A3            | Botafogo      | 1             |     | Bahia     | 1          |            |            |  |  |        |        |        |
|               |               |               |     | Bahia     | 1          |            |            |  |  |        |        |        |
|               |               | Confiança     | 0   |           |            |            |            |  |  |        |        |        |
| B1            | Confiança     | Confiança     | 0   | 0 (4)     |            |            |            |  |  |        |        |        |
| B1            | Confiança     |               |     |           |            |            |            |  |  |        |        |        |
| B4            | Santa Cruz    | 0 (2)         |     |           |            |            |            |  |  |        |        |        |

### Viertelfinale
| Datum    |              | Ergebnis        |                  | Stadion (Zuschauer)               |
| -------- | ------------ | --------------- | ---------------- | --------------------------------- |
| 25. Juli | Fortaleza EC | 0:0 (4:1 i. E.) | Sport Recife     | Barradão (ausgeschlossen)         |
| 25. Juli | EC Bahia     | 3:1 (1:0)       | Botafogo FC (PB) | Pituaçu (ausgeschlossen)          |
| 25. Juli | AD Confiança | 0:0 (4:2 i. E.) | Santa Cruz FC    | Joia da Princesa (ausgeschlossen) |
| 25. Juli | Ceará SC     | 1:0 (1:0)       | EC Vitória       | Pituaçu (ausgeschlossen)          |

### Halbfinale
| Datum    |              | Ergebnis  |              | Stadion (Zuschauer)      |
| -------- | ------------ | --------- | ------------ | ------------------------ |
| 28. Juli | Fortaleza EC | 0:1 (0:1) | Ceará SC     | Pituaçu (ausgeschlossen) |
| 29. Juli | EC Bahia     | 1:0 (0:0) | AD Confiança | Pituaçu (ausgeschlossen) |

### Finale

#### Hinspiel
| Ceará SC                                | Ceará SC | EC Bahia | EC Bahia |
| --------------------------------------- | --- | --- | -------- |
| Ceará SC                                | \| 1. August 2020 in Salvador (Pituaçu) \| \| Ergebnis: 3:1 (1:1) \| \| Zuschauer: ausgeschlossen \| \| Schiedsrichter: Wagner Reway ( Paraíba) \| \| Spielbericht \| | \| 1. August 2020 in Salvador (Pituaçu) \| \| Ergebnis: 3:1 (1:1) \| \| Zuschauer: ausgeschlossen \| \| Schiedsrichter: Wagner Reway ( Paraíba) \| \| Spielbericht \| | EC Bahia |
| Ceará SC                                | Fernando Prass 74' – Samuel Xavier 57' 89., Luiz Otávio, Willian Klaus, Bruno Pacheco – Charles Matos, Fabinho 61., Fernando Sobral, Vina 85. – Leandro Carvalho 61., Cléber 61. Reserve Diogo, Eduardo 89., Eduardo Brock, Alyson, William Oliveira 61., Ricardinho, Rick, Lima 85., Rafael Sóbis 85., Bérgson, Mateus Gonçalves 61., Vítor Jacaré Cheftrainer: Guto Ferreira | Anderson – João Pedro, Lucas Fonseca, Juninho, Juninho Capixaba – Flávio Medeiros 26', Gregore 74., Élber, Rodriguinho Marinho 46. – José Fernando, Clayson Vieira 61. Reserve Mateus Claus, Nino Paraíba, Wanderson, Ernando, Zeca, Ronaldo, Elton, Jádson Alves, Daniel 61., Marco Antonio, Rossi 61., Saldanha 87. Cheftrainer: Roger Machado Marques | EC Bahia |
| Ceará SC                                | 1:1 Sobral (28.) 2:1 Cléber (57.) 3:1 Gonçalves (74.) | 0:1 Fernandão (26.) | EC Bahia |
| Ceará SC                                | Diogo (19.), Fabinho (52.), Matos (58.) | Élber (12.), Gregore (14.), Daniel (72.) | EC Bahia |
| 1. August 2020 in Salvador (Pituaçu)    | | |          |
| Ergebnis: 3:1 (1:1)                     | | |          |
| Zuschauer: ausgeschlossen               | | |          |
| Schiedsrichter: Wagner Reway ( Paraíba) | | |          |
| Spielbericht                            | | |          |

#### Rückspiel
| EC Bahia                                                       | EC Bahia | Ceará SC | Ceará SC |
| -------------------------------------------------------------- | --- | --- | -------- |
| EC Bahia                                                       | \| 4. August 2020 in Salvador (Pituaçu) \| \| Ergebnis: 0:1 (0:0) \| \| Zuschauer: ausgeschlossen \| \| Schiedsrichter: Caio Max Augusto Vieira ( Rio Grande do Norte) \| \| Spielbericht \| | \| 4. August 2020 in Salvador (Pituaçu) \| \| Ergebnis: 0:1 (0:0) \| \| Zuschauer: ausgeschlossen \| \| Schiedsrichter: Caio Max Augusto Vieira ( Rio Grande do Norte) \| \| Spielbericht \| | Ceará SC |
| EC Bahia                                                       | Anderson – João Pedro 46., Lucas Fonseca 46., Juninho, Juninho Capixaba – Flávio Medeiros, Gregore, Élber, Rodriguinho Marinho – Rossi 70., José Fernando Reserve Douglas Friedrich, Nino Paraíba 46., Wanderson, Ernando, Zeca, Ronaldo, Elton, Jádson Alves, Daniel, Marco Antonio 70., Saldanha, Clayson Vieira 46. Cheftrainer: Roger Machado Marques | Fernando Prass – Samuel Xavier, Luiz Otávio, Willian Klaus, Bruno Pacheco 61' 77. – Fabinho, William Oliveira, Fernando Sobral, Vina 51. – Leandro Carvalho 64., Cléber 77. Reserve Diogo, Eduardo, Eduardo Brock, Alyson 77., Marthã, Ricardinho, Wescley, Rick, Lima, Rafael Sóbis 51., Bérgson 77., Mateus Gonçalves 64. Cheftrainer: Guto Ferreira | Ceará SC |
| EC Bahia                                                       | 0:1 Cléber (61.) | | Ceará SC |
| EC Bahia                                                       | Fernando (4.), Rossi (24.), Marinho (56.), Gregore (78.) | Xavier (15.), Diogo (28.), Luiz Otávio (36.), Bruno Pacheco (54.), Leandro Carvalho (58.) | Ceará SC |
| 4. August 2020 in Salvador (Pituaçu)                           | | |          |
| Ergebnis: 0:1 (0:0)                                            | | |          |
| Zuschauer: ausgeschlossen                                      | | |          |
| Schiedsrichter: Caio Max Augusto Vieira ( Rio Grande do Norte) | | |          |
| Spielbericht                                                   | | |          |

## Torschützenliste
| Pl. | Nat.        | Spieler             | Klub            | Tore |
| --- | ----------- | ------------------- | --------------- | ---- |
| 1   | Brasilianer | Vina                | Ceará SC        | 5    |
| 2   | Brasilianer | Gilberto            | EC Bahia        | 4    |
|     | Brasilianer | Tiago Orobó         | América FC (RN) | 4    |
|     | Brasilianer | Wellington Paulista | Fortaleza EC    | 4    |
|     | Brasilianer | Rafinha             | CRB             | 4    |